# Juan Carlos Vidal
Juan Carlos Vidal Cruz (nacido el 25 de septiembre de 1954 en Bilbao, Vizcaya) es un exfutbolista español. Jugaba de centrocampista y su primer club fue el Athletic Club.

## Trayectoria
Comenzó su carrera profesional en la cantera del Athletic Club. El 3 de diciembre de 1972 debutó en Primera División con el equipo bilbaíno ante el Real Betis. En la temporada 1973-74 fue jugador del Bilbao Athletic, logrando 6 goles en 34 encuentros. En la siguiente campaña regresó al Athletic Club, aunque no llegó a disputar ningún encuentro. Para la campaña siguiente disputó catorce encuentros, logrando dos goles en Primera División. En la temporada 1976-77 fue cedido al Deportivo Alavés. Entre 1977 y 1979 disputó 51 encuentros más con el Athletic Club, llegando a debutar en la Copa de la UEFA y anotando un tanto ante el Ajax de Ámsterdam. En junio de 1979 fichó por el Hércules a cambio de ocho millones de pesetas. Permaneció tres temporadas y disputó casi cien encuentros de Primera División.

## Clubes
| Club                     | País   | Año       |
| ------------------------ | ------ | --------- |
| Athletic Club            | España | 1972-1973 |
| Bilbao Athletic          | España | 1973-1974 |
| Athletic Club            | España | 1974-1976 |
| Deportivo Alavés         | España | 1976-1977 |
| Athletic Club            | España | 1977-1979 |
| Hércules CF              | España | 1979-1982 |
| Lorca Deportiva          | España | 1982-1983 |
| Barakaldo Club de Fútbol | España | 1983-1984 |

## Palmarés
| Título                | Club          | País   | Año  |
| --------------------- | ------------- | ------ | ---- |
| Copa del Generalísimo | Athletic Club | España | 1973 |

## Vida personal
Es el padre de Ander Vidal, exfutbolista, exdirector deportivo del Sestao River y actual director financiero del Athletic Club.